# Актачинская волость
Актачи́нская во́лость — административно-территориальная единица в составе Симферопольского уезда Таврической губернии. Волость была образована при реоганизации сохранявшегося со времён Крымского ханства административного деления, из деревень западной части Бакчесарайскаго и Качи Беш Паресы кадылыков 8 (20) октября 1802 года после указа Александра I „О создании Таврической губернии“.
На юге граничила с Чоргунской волостью, на востоке с Махульдурской и Алуштинской волостями, на севере с Эскиординской волостью и Евпаторийским уездом.

## География
Восточная граница волости проходила по продольной долине между Внешней и Внутренней грядами Крымских гор (включая долину Бодрака). Территория уезда начиналась от берега Чёрного моря, на севере совпадала с границей уезда, проходя по южной кромке долины реки Тобе-Чокрак от озера Кызыл-Яр до оврага Иль за деревней Ибраим-Бай, откуда спускалась на юг до реки Булганак. Включала в себя долину реки Западный Булганак, Альминскую и Качинскую долины. Южная граница проходила по горному массиву Каратау опять до берега моря и, видимо, была очень извилистой, так как учитывались границы общинных и частных землевладений.

## История
Ещё в конце XVIII века в волости появляются «русские» (то есть с немусульманскими жителями) селения. По ведомости, составленной во время пятой ревизии 1796 года, сёл было три: Мангуш с 288 жителями, Бия-Сала — с 43, и Александрополь с 15 жителями.
С 1805 года начинается заселение опустевших деревень, в основном степного Крыма, немецкими колонистами. В волости колонии возникают на севере, в долине Булганака: в 1810 году основывается Кроненталь, через год — Бергштадт у деревни Агач-Эли. Чуть раньше появляется небольшая болгарская колония в деревне Балта-Чокрак.

## Население
На 1805 год, по Ведомости о всяких селениях, в Симферопольском уезде состоящих…, в волости числилось 43 деревни, практически с исключительно крымскотатарским населением около 4 950 человек, а немусульманское население записано только в деревнях Мангуш и Биясала в количестве 655 человек.
С начала XIX века в волость, поначалу медленно, начали прибывать переселенцы — из Российских губерний и из стран Европы.

## Деревни Актачинской волости
Упразднена во время реформы волостного деления в 1829 году; преобразована в Яшлавскую волость, куда передана большая часть деревень. Некоторые северные деревни отошли в состав Сарабузской и южные — Дуванкойской волостей.